# Herbert Sklenka
Herbert Sklenka (* 28. Mai 1958 in Linz) ist ein österreichischer Schriftsteller und Journalist.

## Leben
Herbert Sklenka studierte Publizistik und Germanistik in Salzburg. Ab 1984 arbeitete er als Journalist, Redaktionsleiter und Moderator für das österreichische Fernsehen. In dieser Zeit war er unter anderem für die ORF-Formate Lebens-Künstler, Die Barbara Karlich Show, Vera und Bei Stöckl verantwortlich. Er unternahm immer wieder ausgedehnte Reisen, unter anderem verbrachte er ein Jahr in Indien und vier Jahre in Westafrika, vor allem in Burkina Faso, Togo und dem Senegal.
Seit 2007 lebt er als freier Schriftsteller in Linz. Bei den Nationalratswahlen 2008 kandidierte Sklenka für das Liberale Forum, bei den Nationalratswahlen 2017 für NEOS.

## Werke
- PornoPanda, Piper, München 2010, ISBN 978-3-492-25793-0
- Chamäleonhimmel, Müry Salzmann, Salzburg 2017, ISBN 978-3-99014-154-0